# Вишедкевич Сергій Йосипович
Сергій Йосипович Вишедкевич (рос. Сергей Иосифович Вышедкевич; 3 січня 1975, м. Дєдовськ, Московська обл., СРСР) — російський хокеїст, захисник. 
Вихованець хокейної школи «Динамо» (Москва). Виступав за: «Динамо» (Москва), «Олбані Рівер-Ретс» (АХЛ), «Орландо Солар Бірс» (ІХЛ), «Атланта Трешерс», «Цинциннаті Майті-Дакс» (АХЛ), «Торпедо» (Нижній Новгород).
У складі національної збірної Росії учасник чемпіонатів світу 2002, 2003 і 2005 (25 матчів, 1+1). У складі молодіжної збірної Росії учасник чемпіонату світу 1995.
Досягнення
- Срібний призер чемпіонату світу (2002), бронзовий призер (2005)
- Чемпіон МХЛ (1995), срібний призер (1994, 1996)
- Чемпіон Росії (2005)
- Володар Кубка європейських чемпіонів (2006)
- Володар Кубка Шпенглера (2008)
- Срібний призер молодіжного чемпіонату світу (1995).